# Oliveraie
Une oliveraie ou olivaie ou olivette est un verger planté d'oliviers, essentiellement pour l'oléiculture (exploitation agricole de production d'olives et d'huile d'olive),.

## Historique
Les oliveraies sont principalement situées dans les pays du bassin méditerranéen ainsi qu'au Proche-Orient. Elles sont exploitées au moins depuis l'Âge du bronze (3150 à 1200 avant J.-C.) de la Protohistoire. En France, elles se situent essentiellement en Provence dans le Midi de la France, associées traditionnellement à des mas agricoles et moulin à huile (extraction de l'huile d'olive). Le Var compte à lui seul quelque 700 000 oliviers. Le type de terrain le mieux approprié pour une oliveraie est un terrain bien exposé, rocailleux, pas trop lourd ni humide.

## Implantations géographiques

Quelques oliveraies du bassin méditerranéen
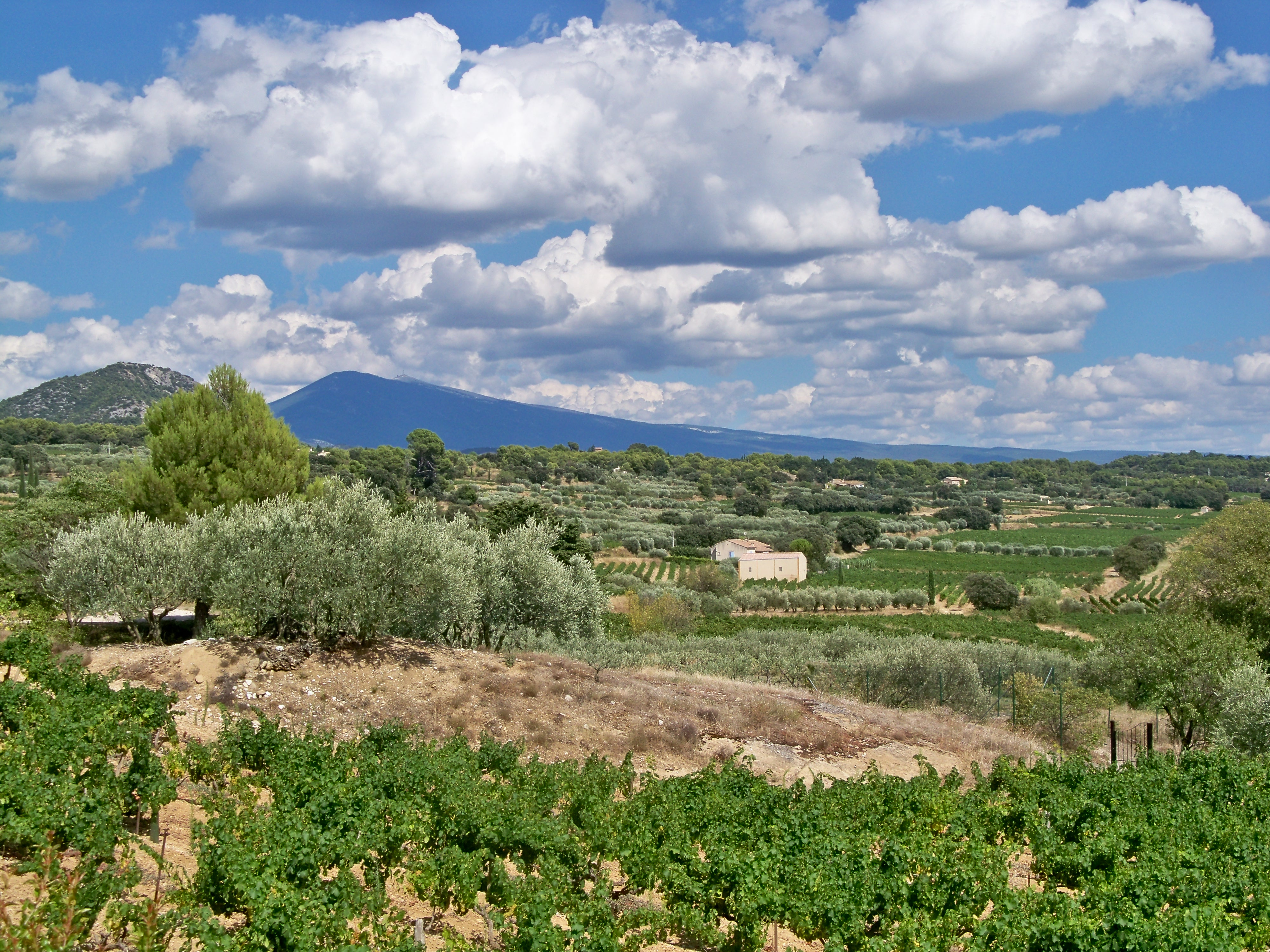
Beaumes-de-Venise dans le Vaucluse (France)
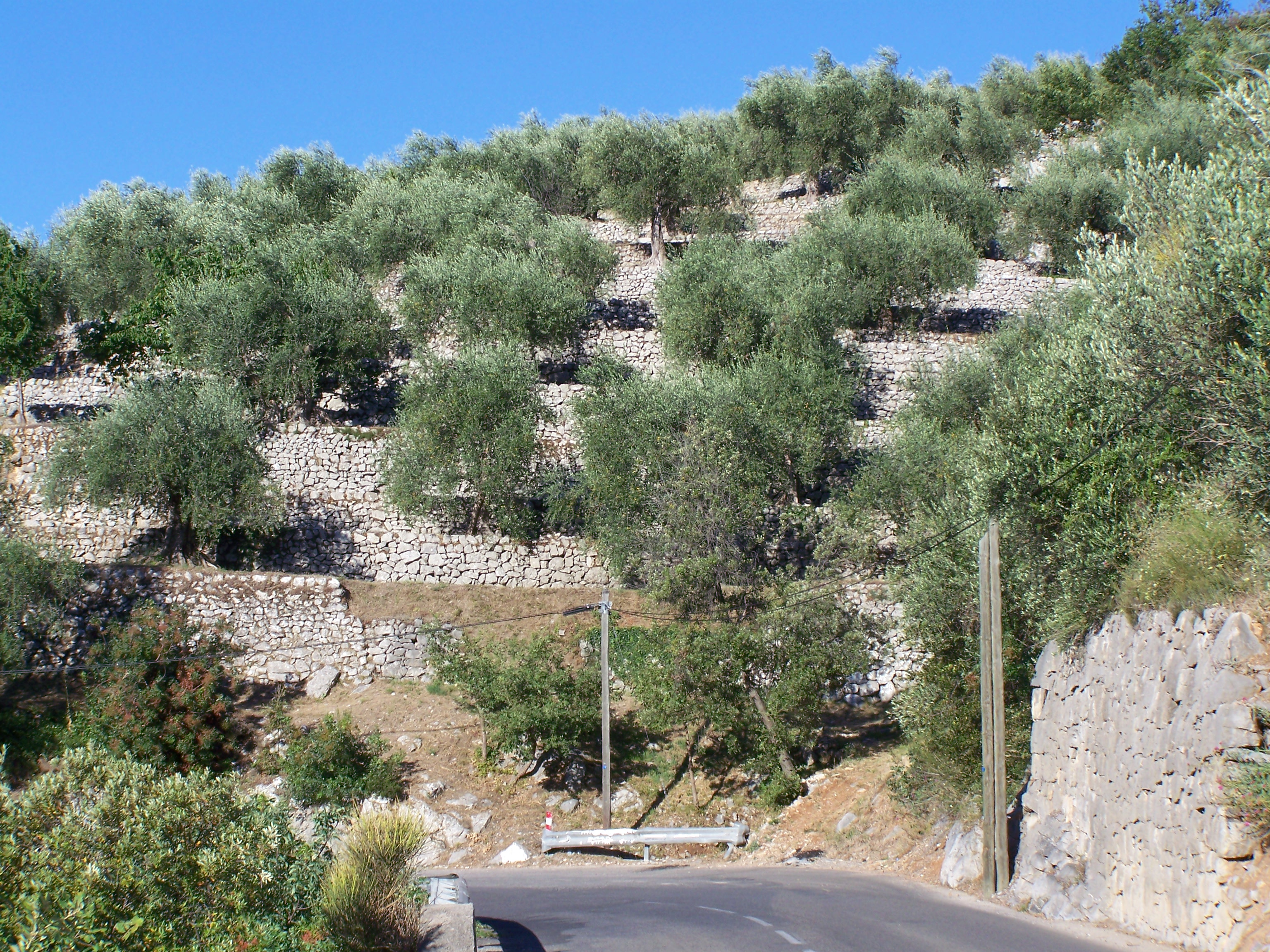
Oliviers cultivés sur restanques à Levens (France)
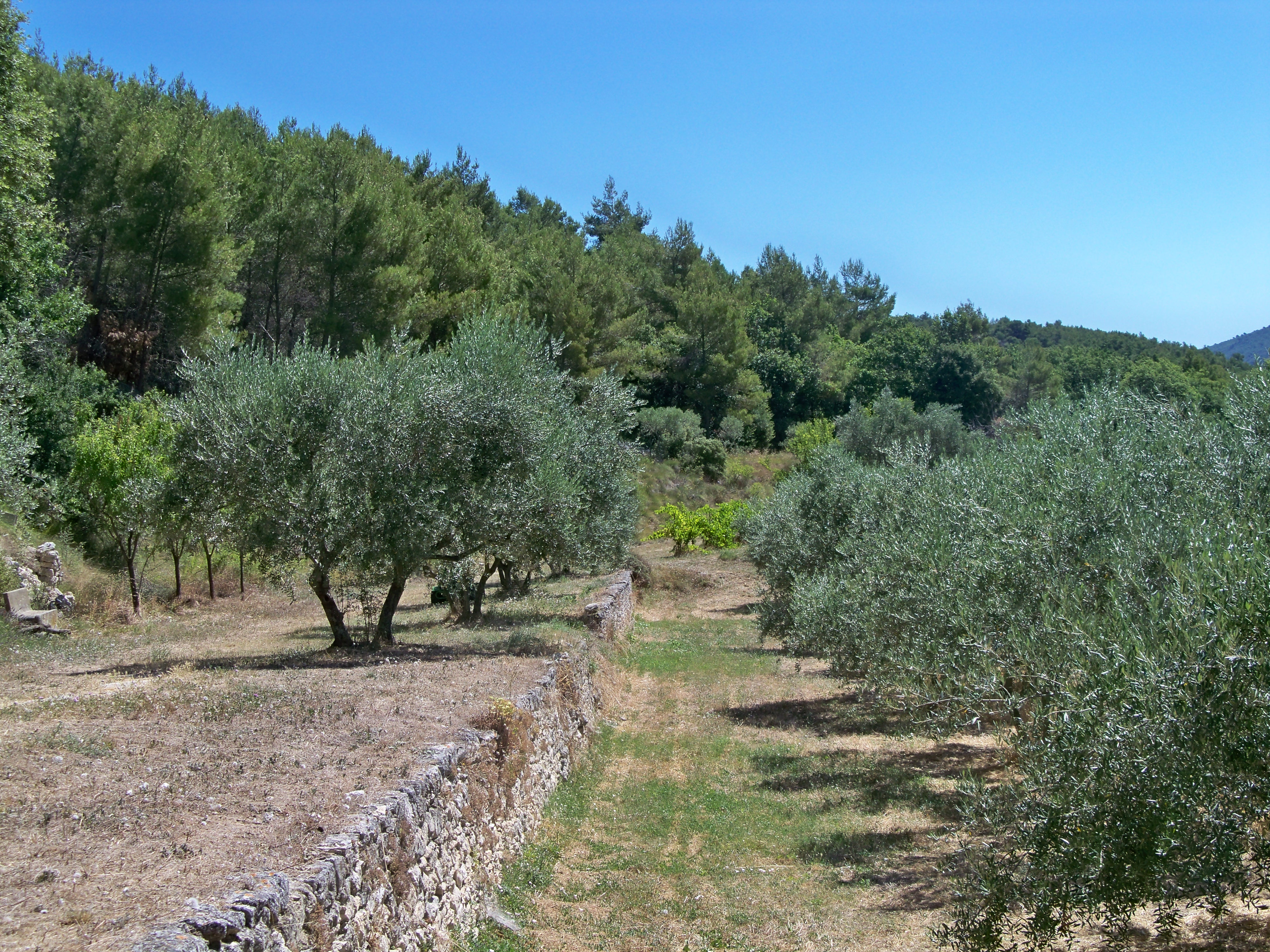
Luberon (France)
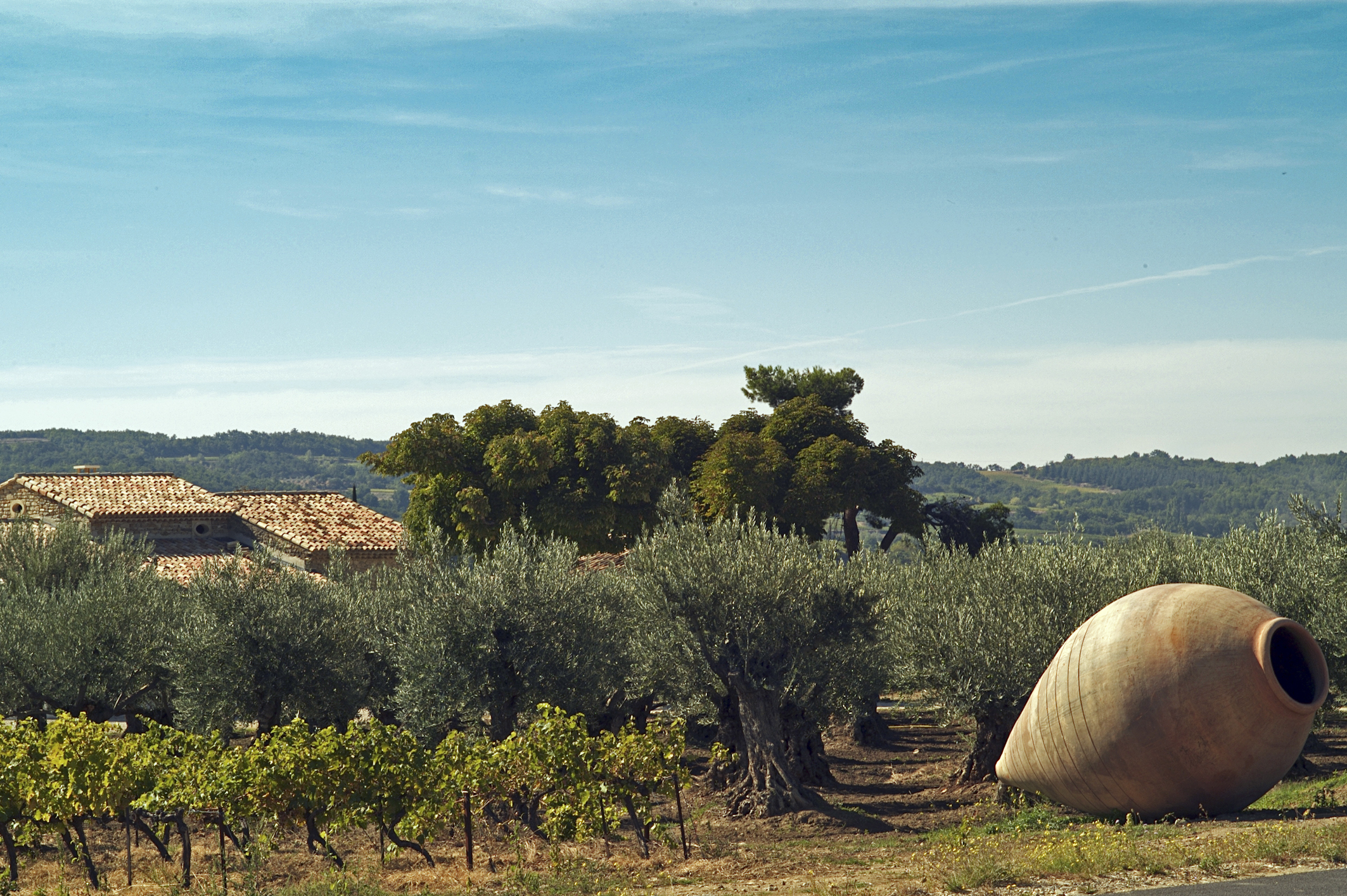
Drôme, olive noire de Nyons (France)
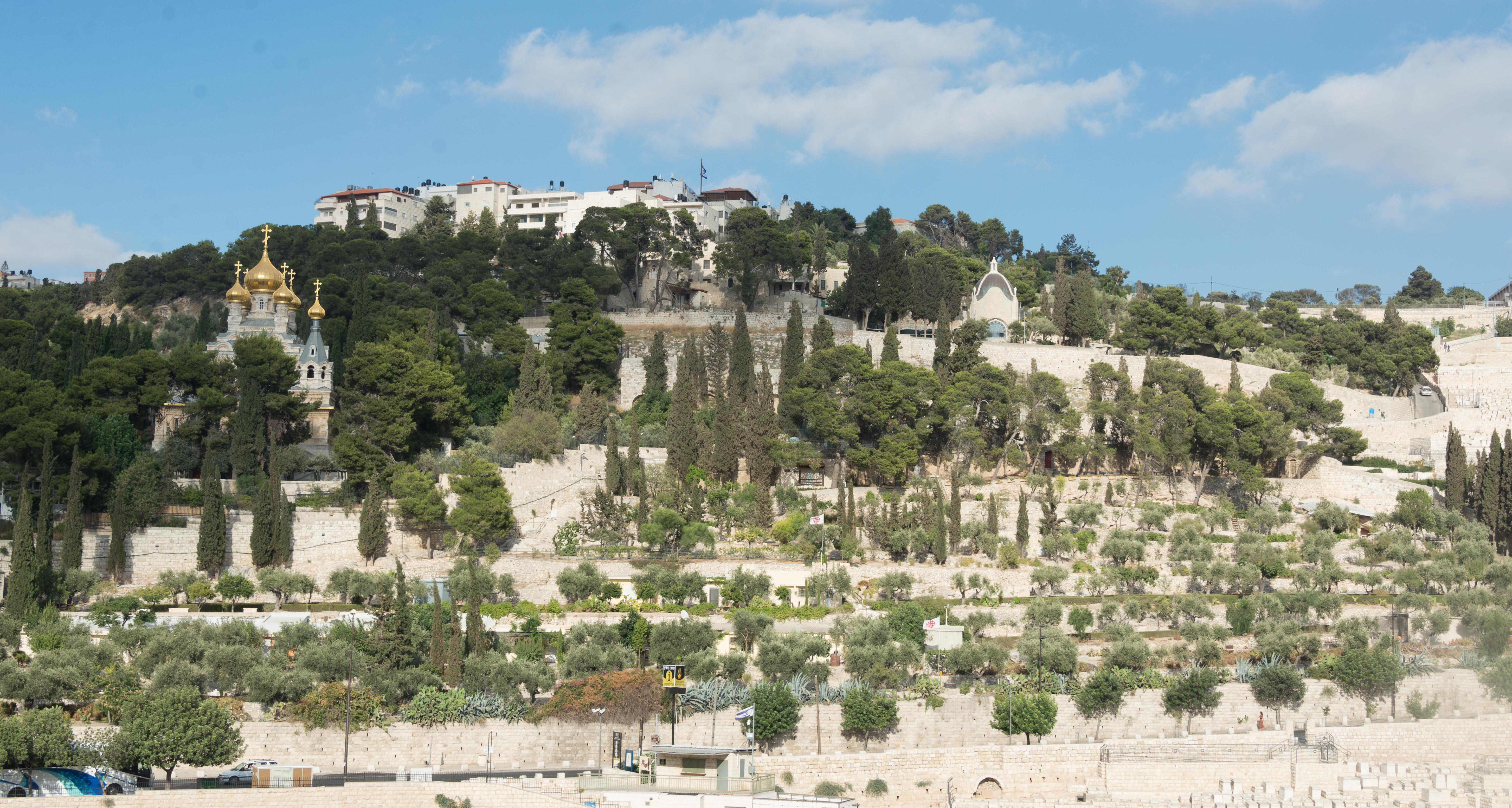
Mont des Oliviers (Israël)
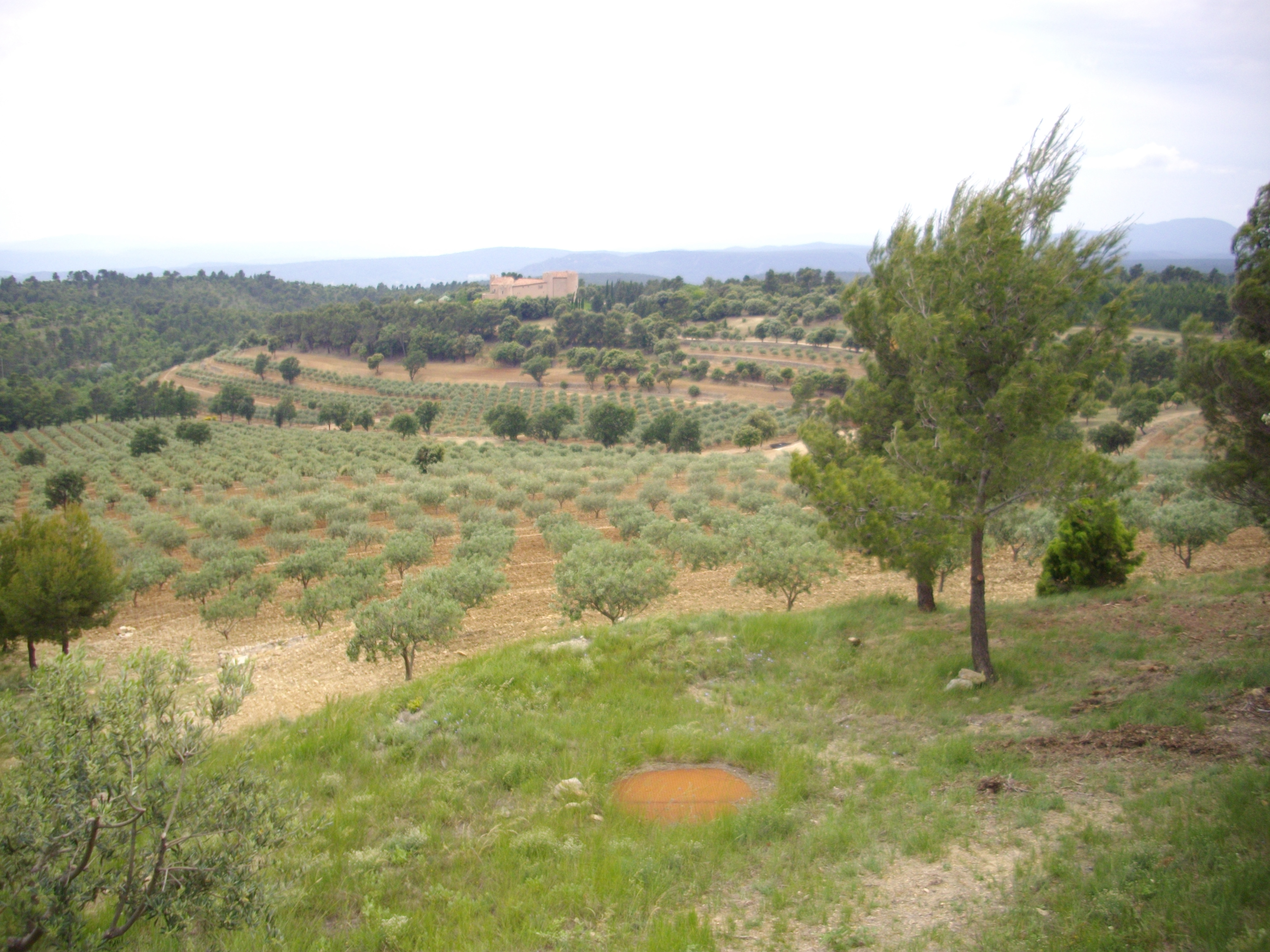
Domaine « Château de Taurenne » (France)
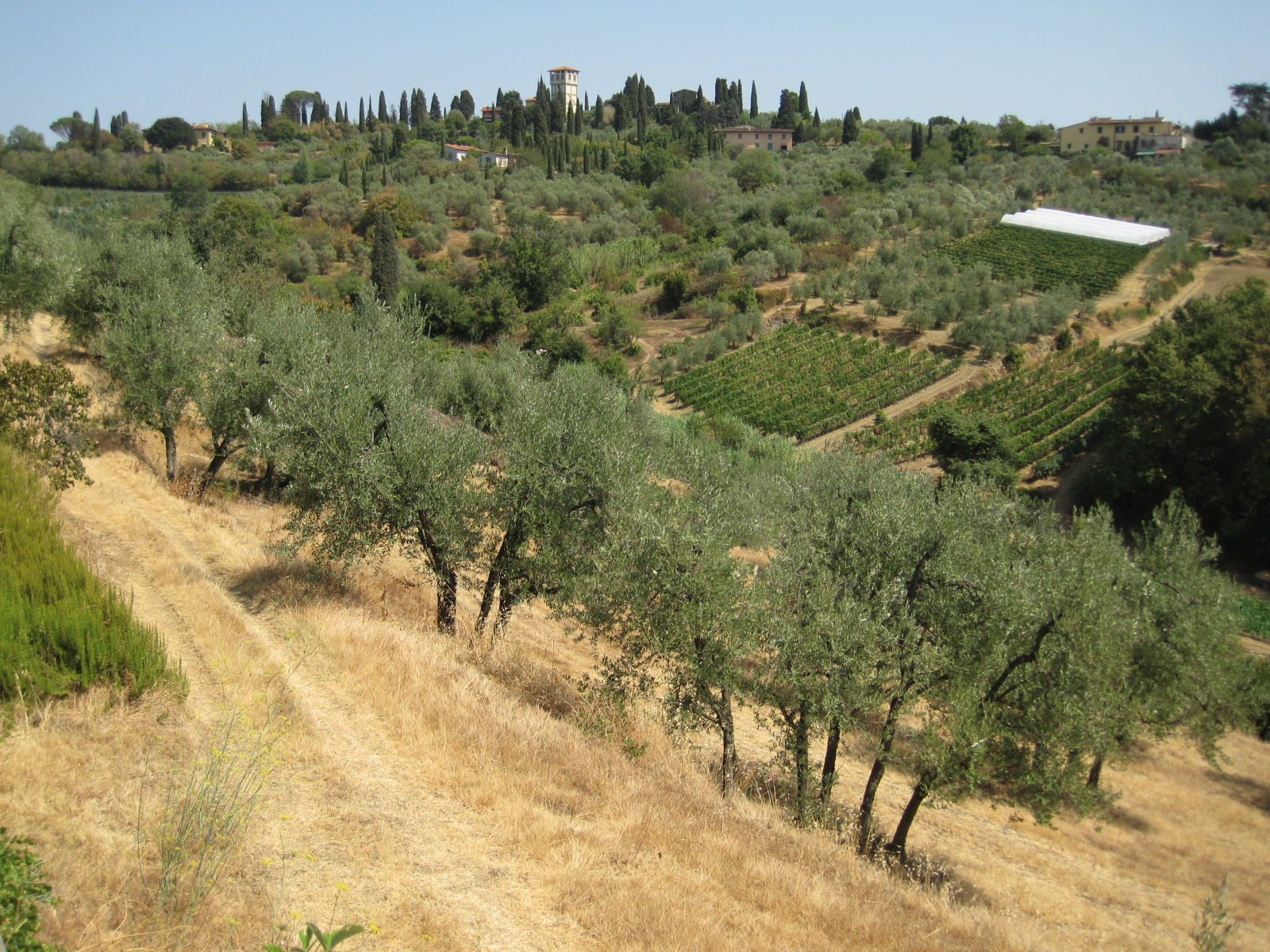
Région de Florence, en Toscane (Italie).
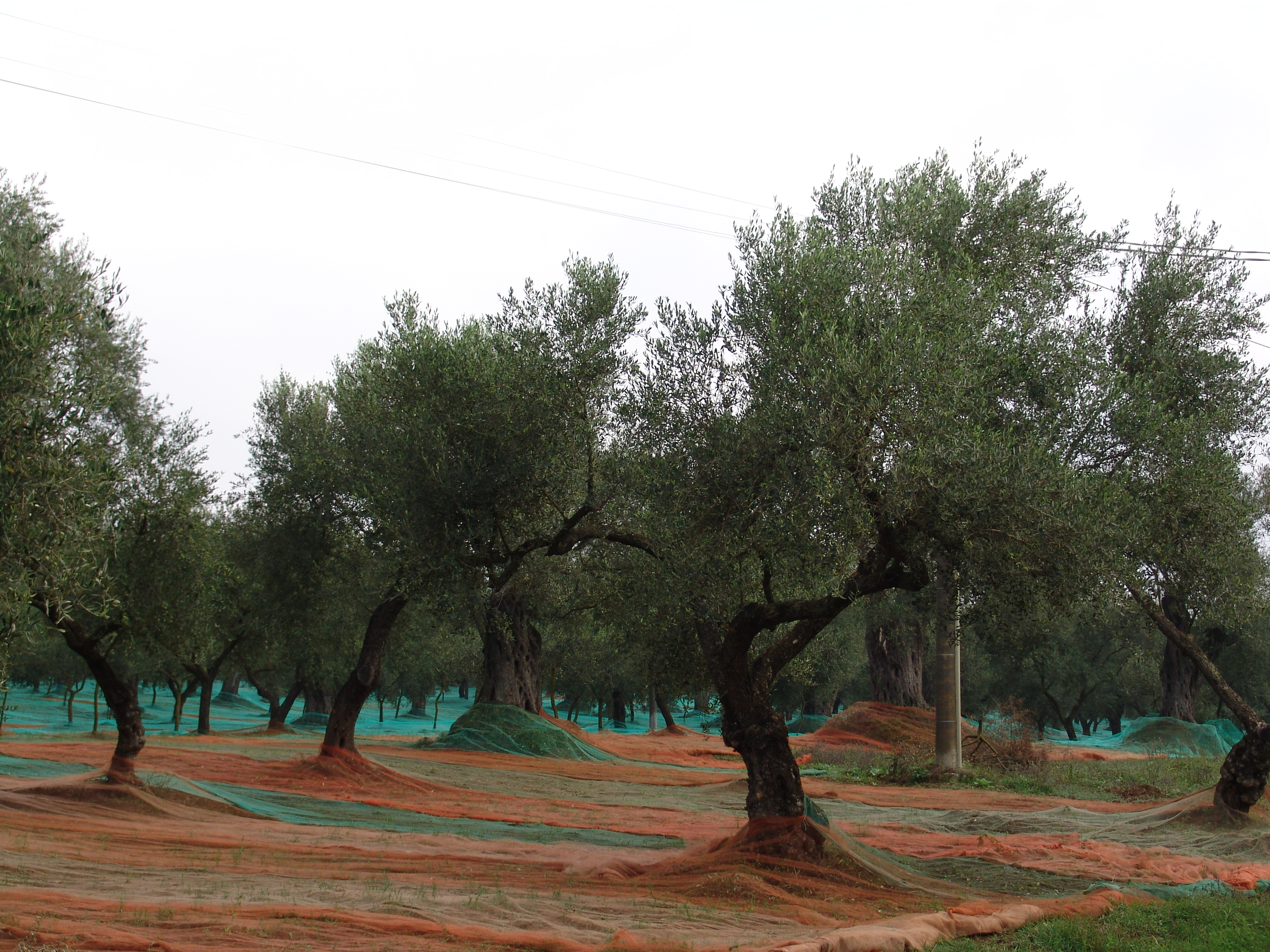
Calabre (Italie)
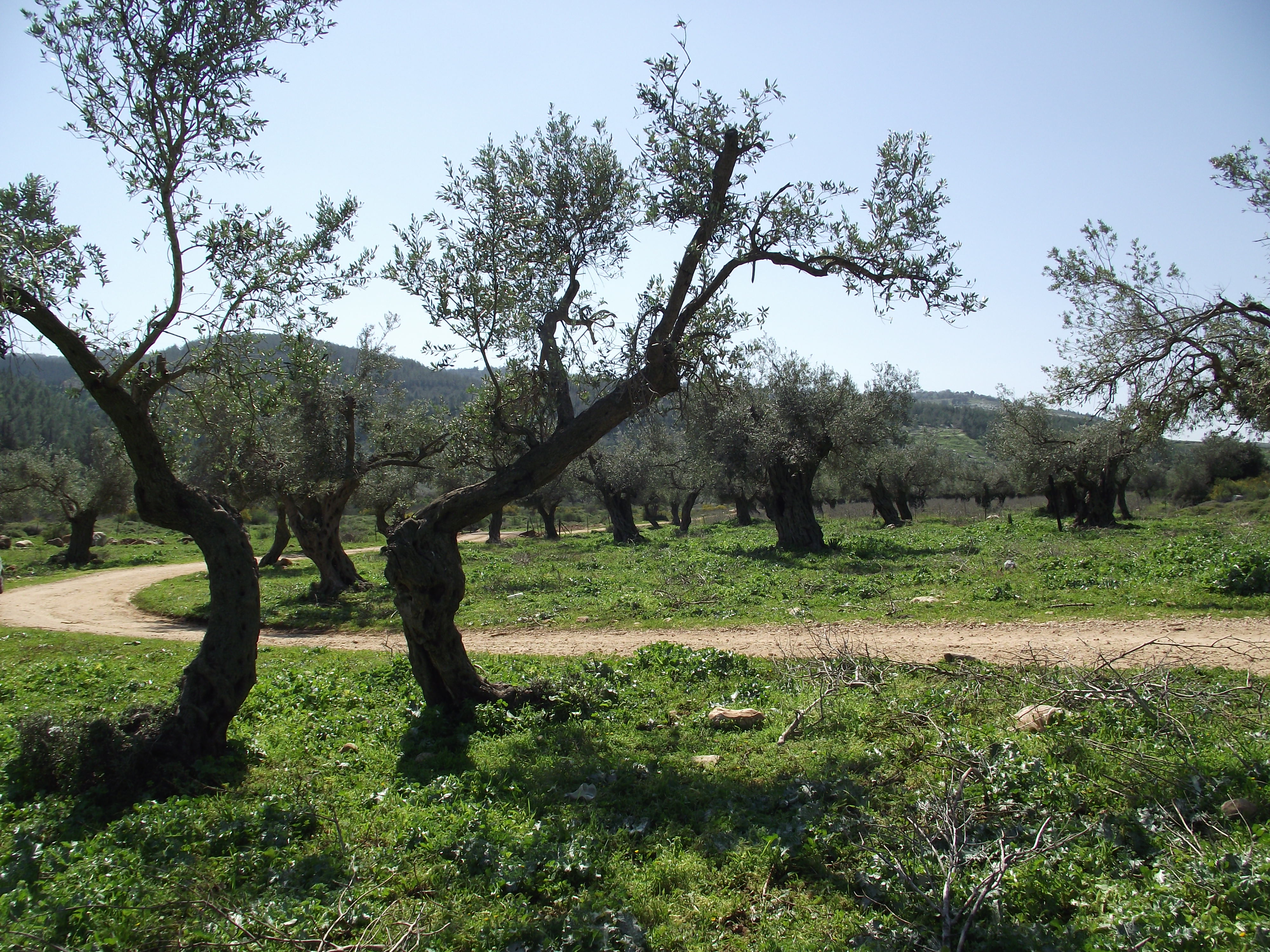
Palestine
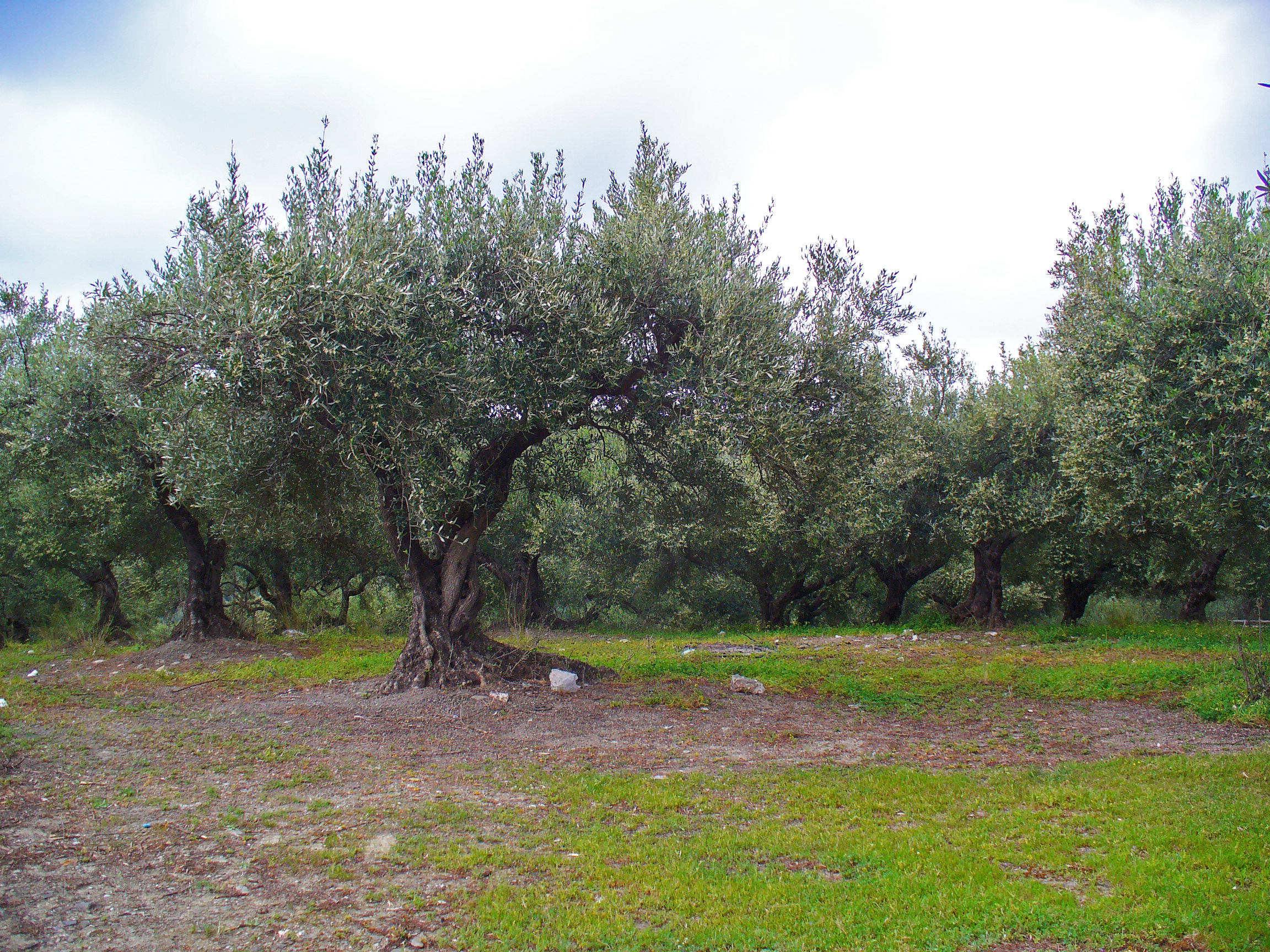
Grèce
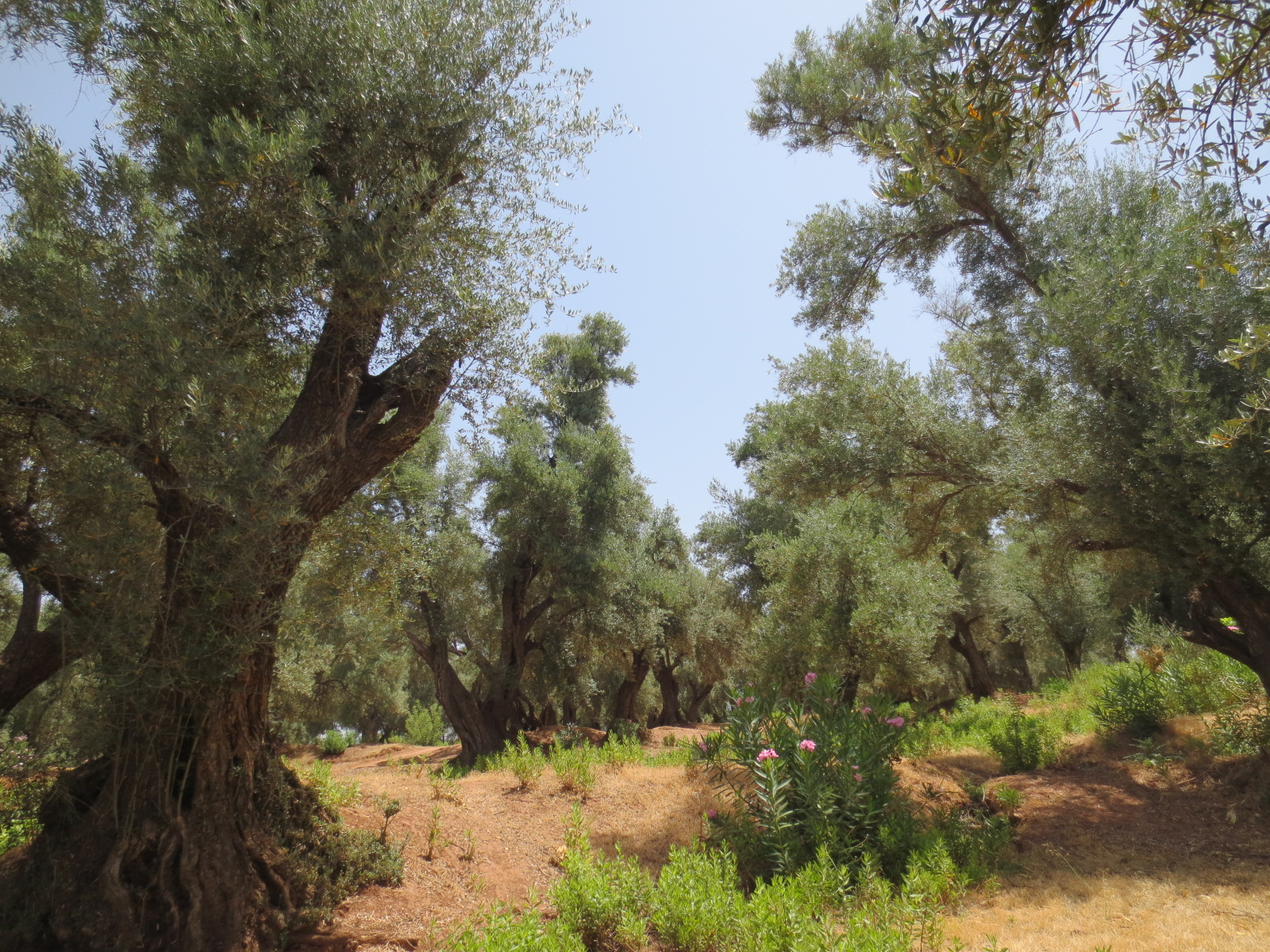
Cascades d'Ouzoud dans l'Atlas (Maroc)
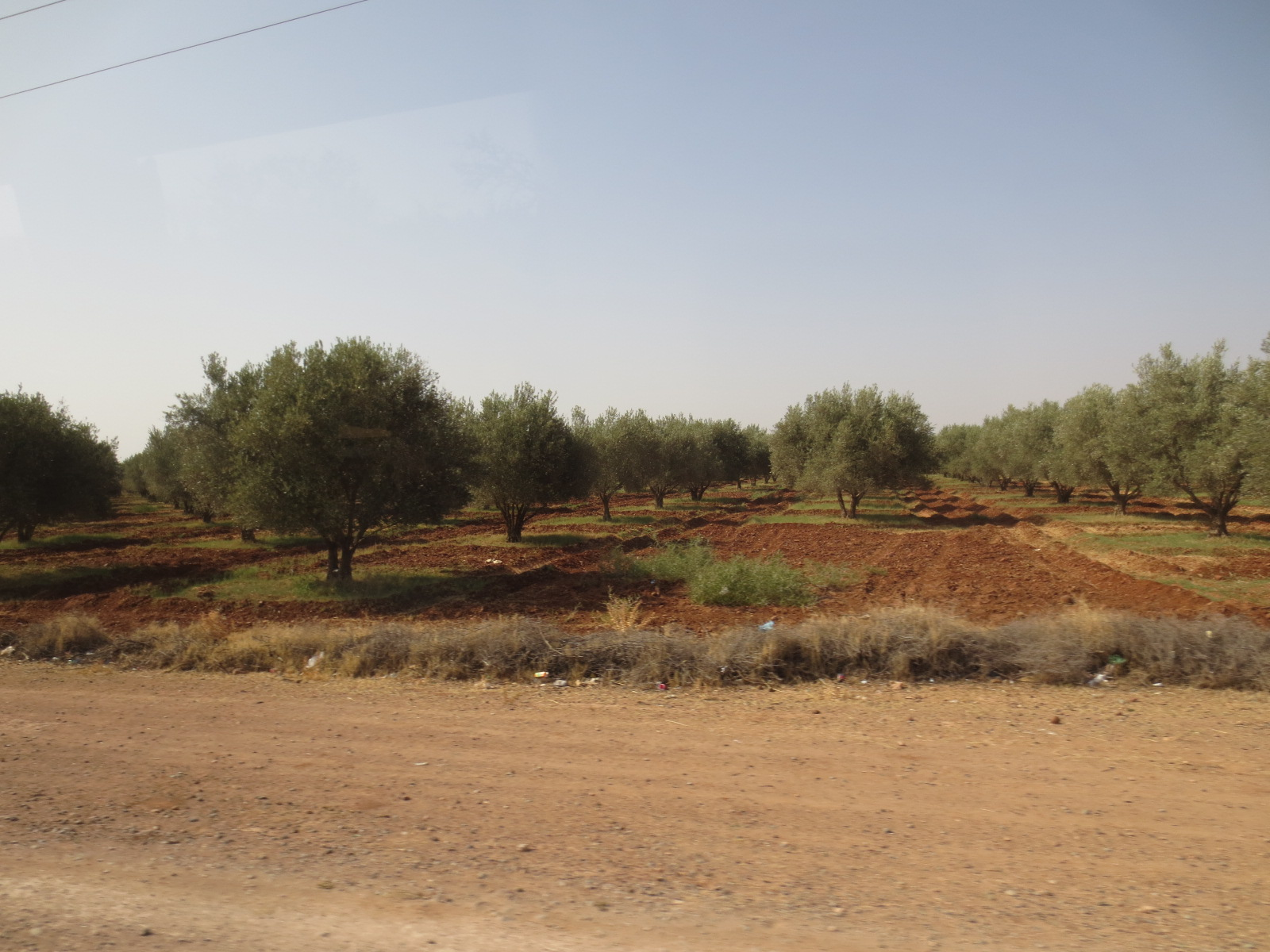
Maroc, entre Marrakech et l'Atlas
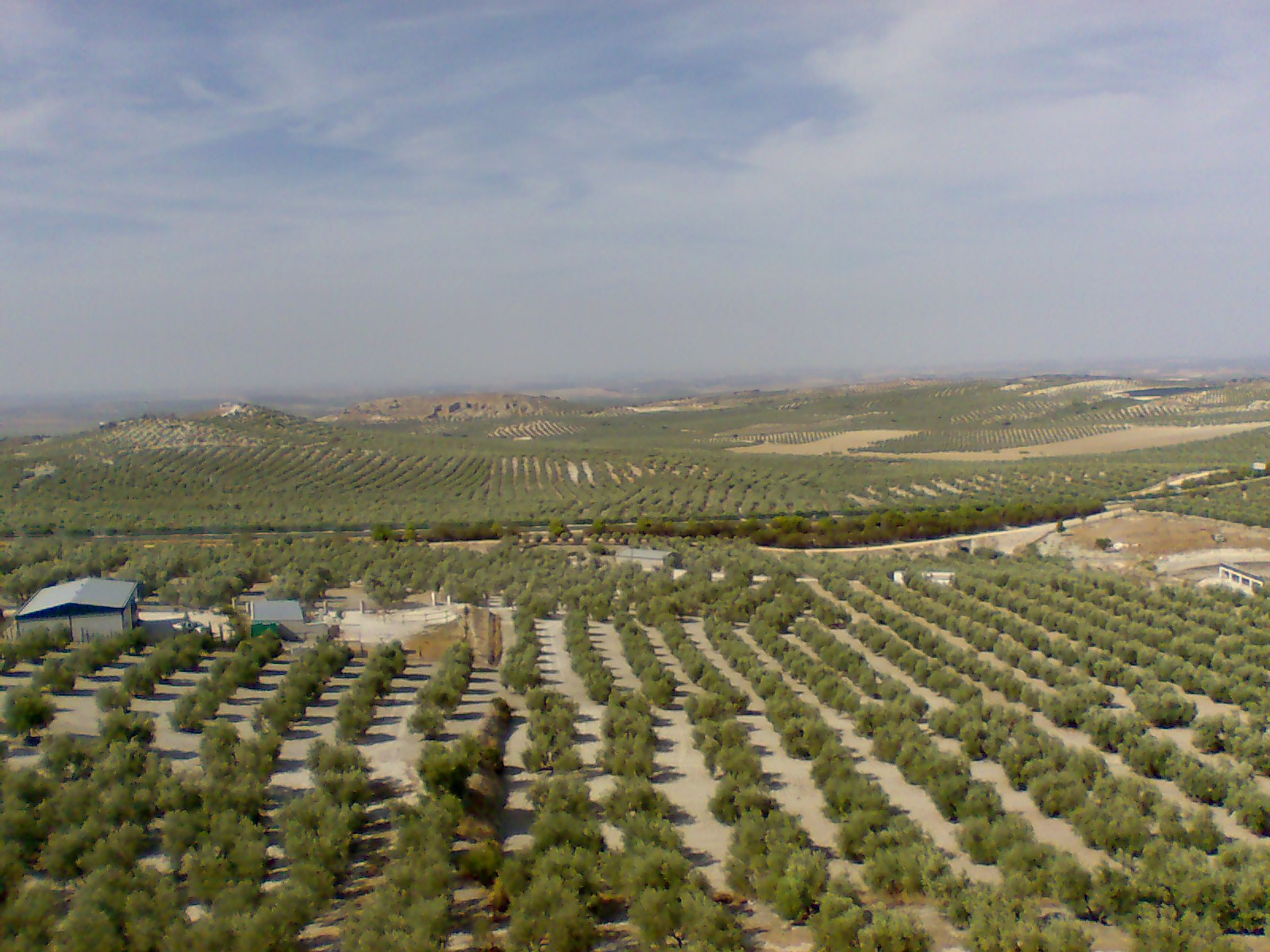
Estepa, en Andalousie (Espagne)
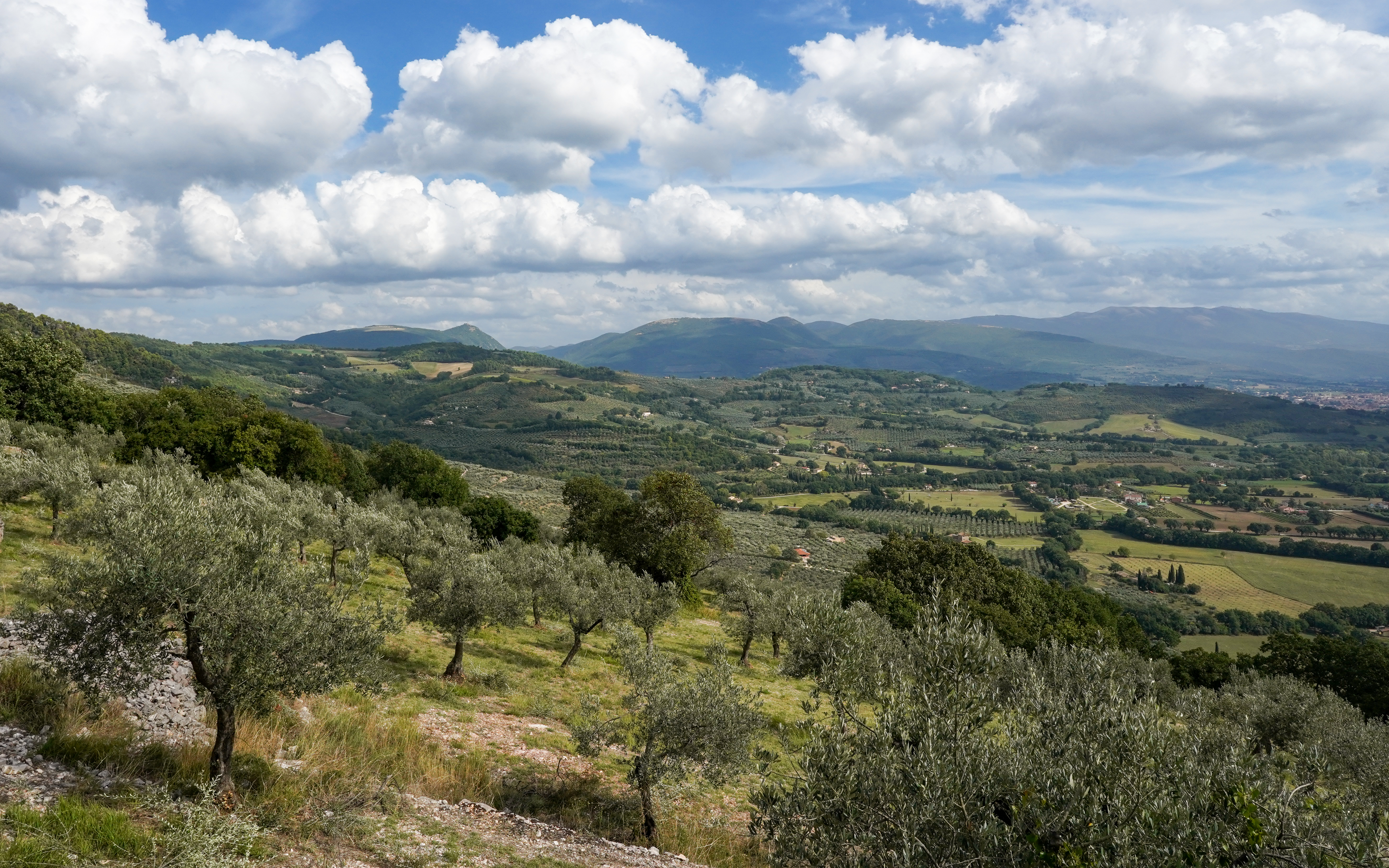
Près de Spello, Ombrie, Italie

## Productions

### Production d'olives
Les oliveraies sont essentiellement destinées à une production d'olives pour la table ou pour de l'huile.

### Production de bois d'olivier
La production de bois d’olivier en oliveraie de sylviculture est inexistante en France, malgré ses qualités reconnues et recherchées en menuiserie et production d'objets domestiques et décoratifs divers, à cause de la petite taille en général des arbres, de leur croissance très lente dans le temps, et de l'âge exceptionnel des plus vieux oliviers de l'Histoire du monde (estimés scientifiquement à plus de 2000 à 4000 ans pour les plus anciens actuellement connus).

## Art
Vincent van Gogh peint une série d'environ 18 toiles sur le thème des oliveraies, entre 1889 et 1890, un des thèmes d'étude de prédilection de sa « période Vincent van Gogh au monastère Saint-Paul-de-Mausole » dont :

Quelques toiles de Vincent van Gogh sur le thème des oliveraies
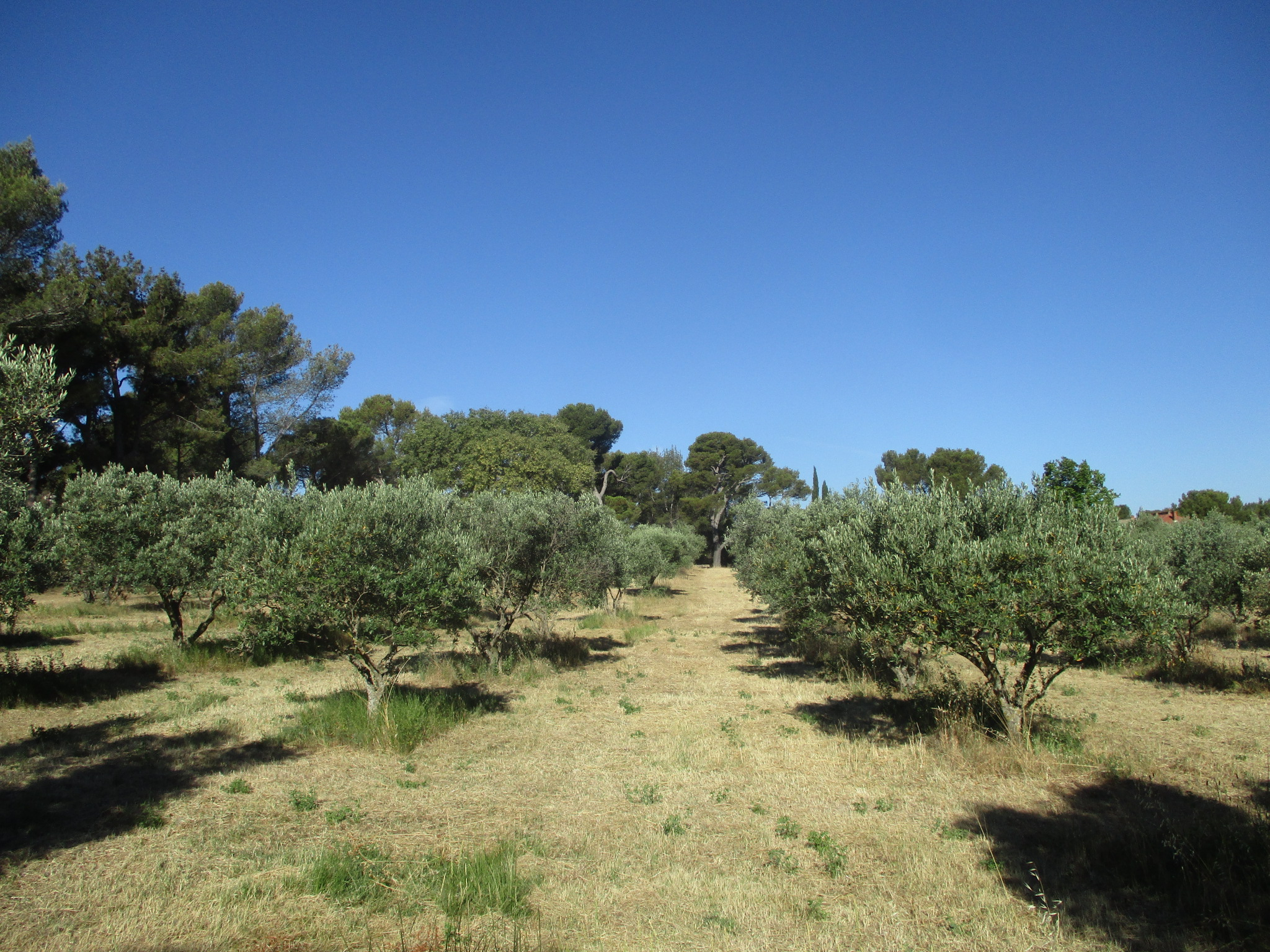
Monastère Saint-Paul-de-Mausole (Provence)
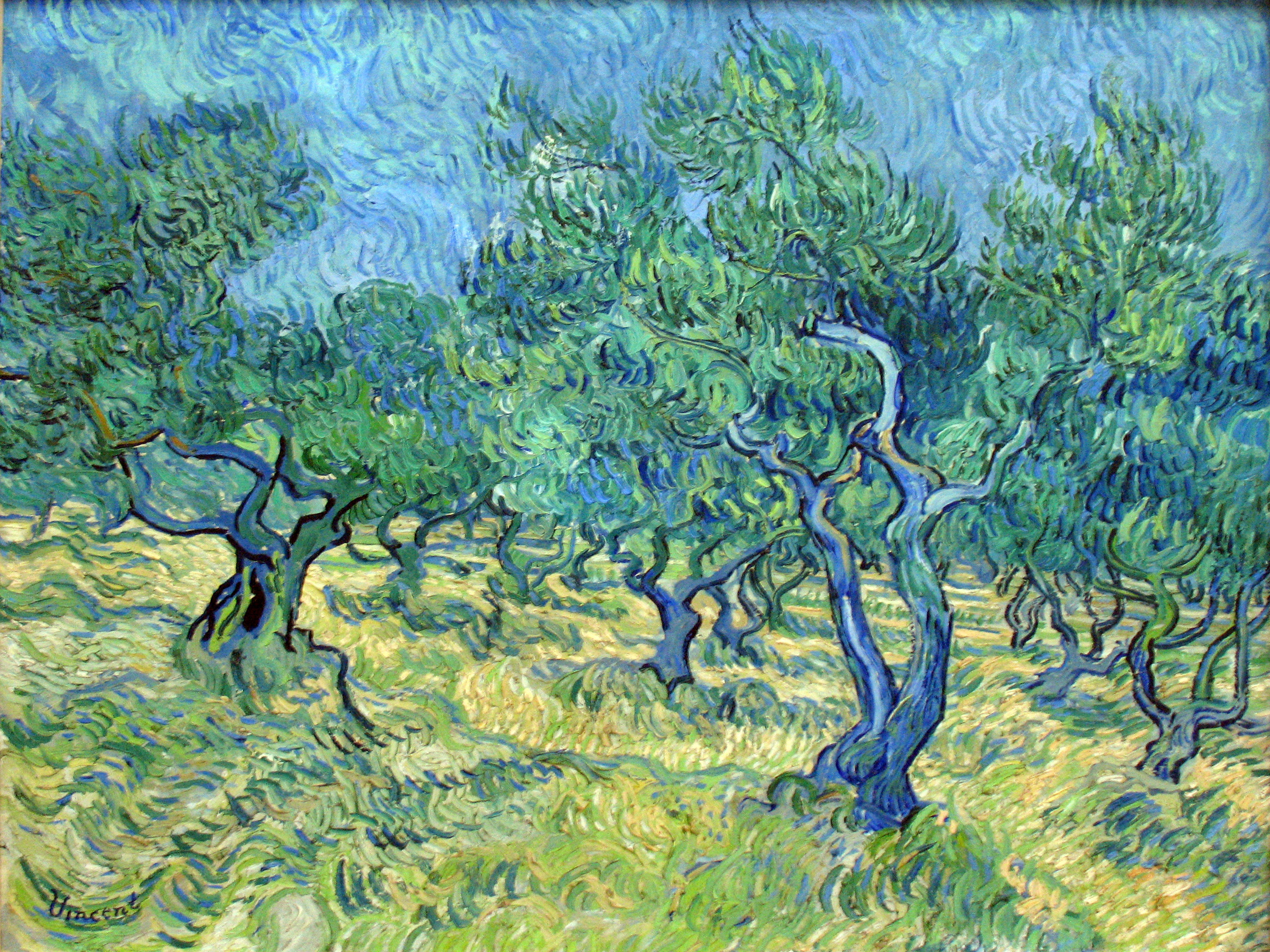
Champ d'oliviers provençal, de Vincent van Gogh (1889)
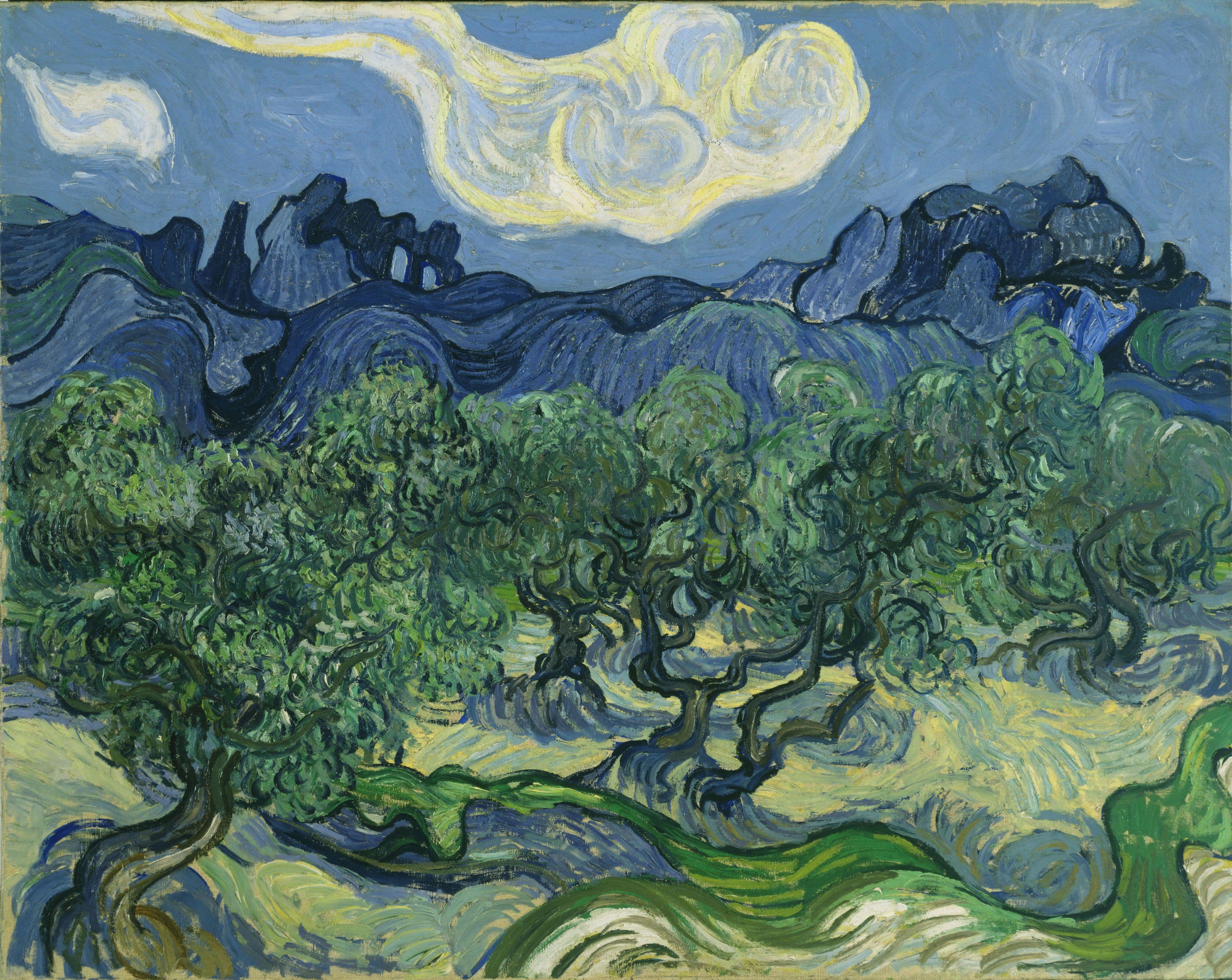
Oliviers avec les Alpilles en arrière-plan, Museum of Modern Art de New York.
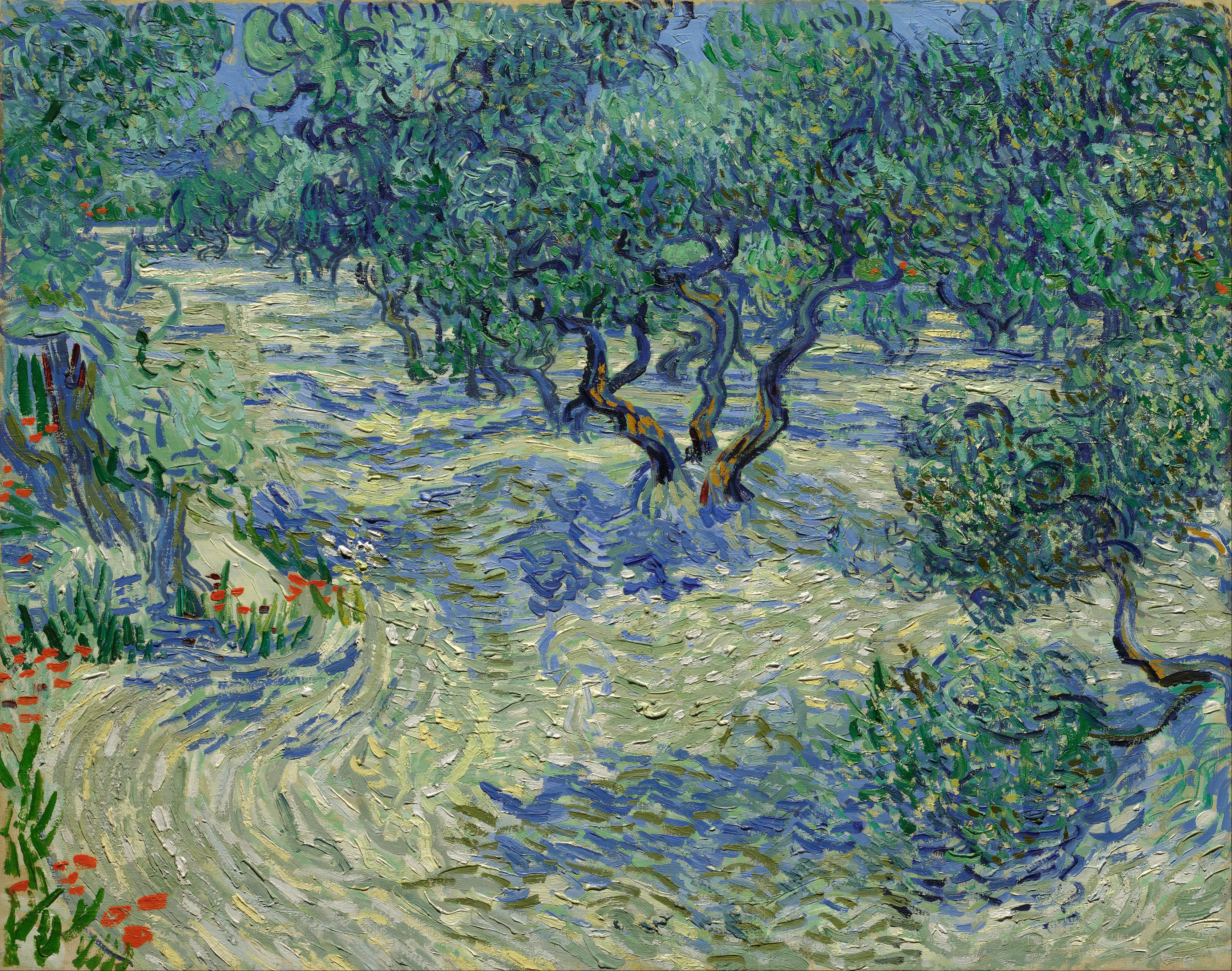
Oliveraie, Musée d'art Nelson-Atkins (États-Unis).
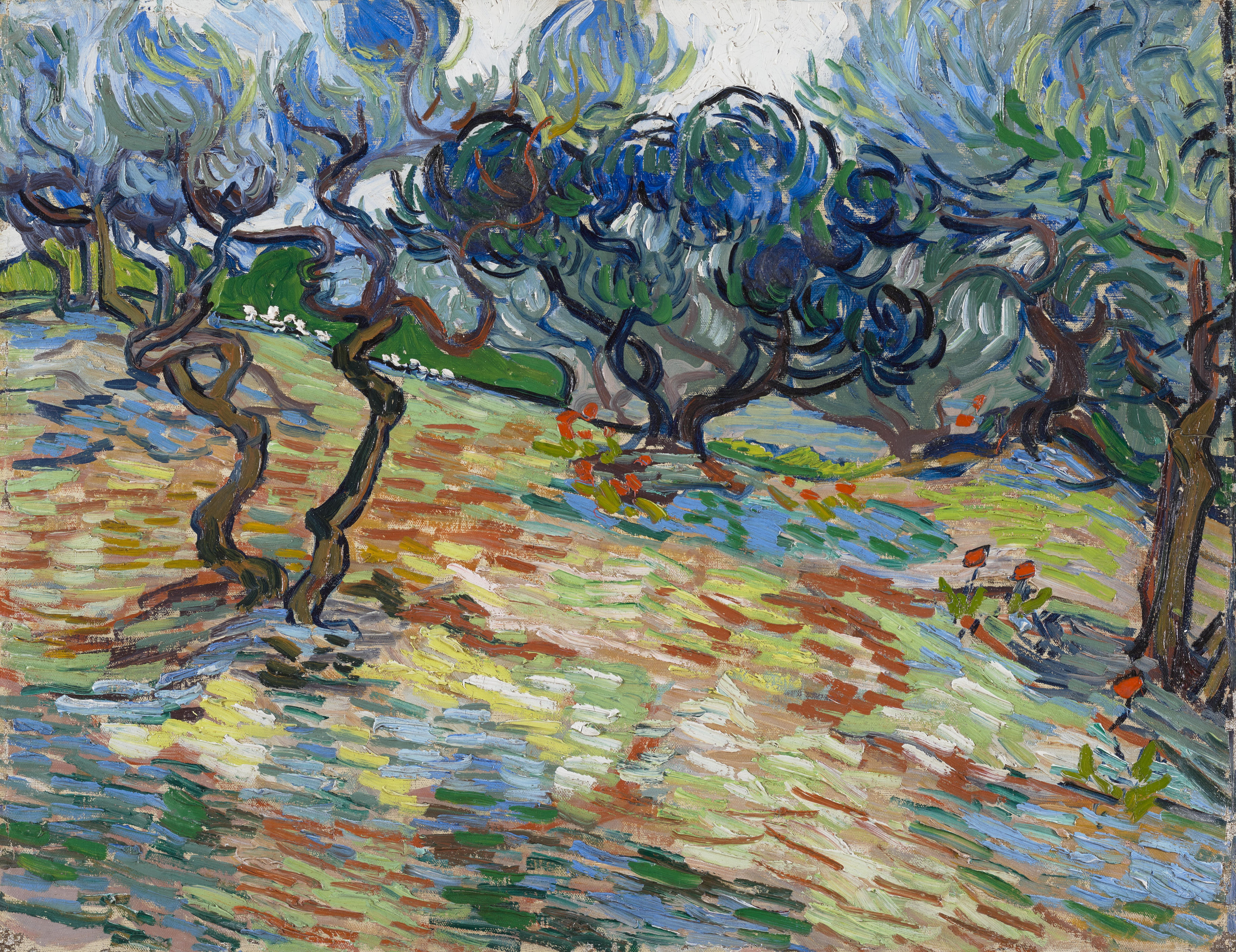
Oliviers, ciel bleu vif, Galerie nationale d'Écosse (Royaume-Uni).
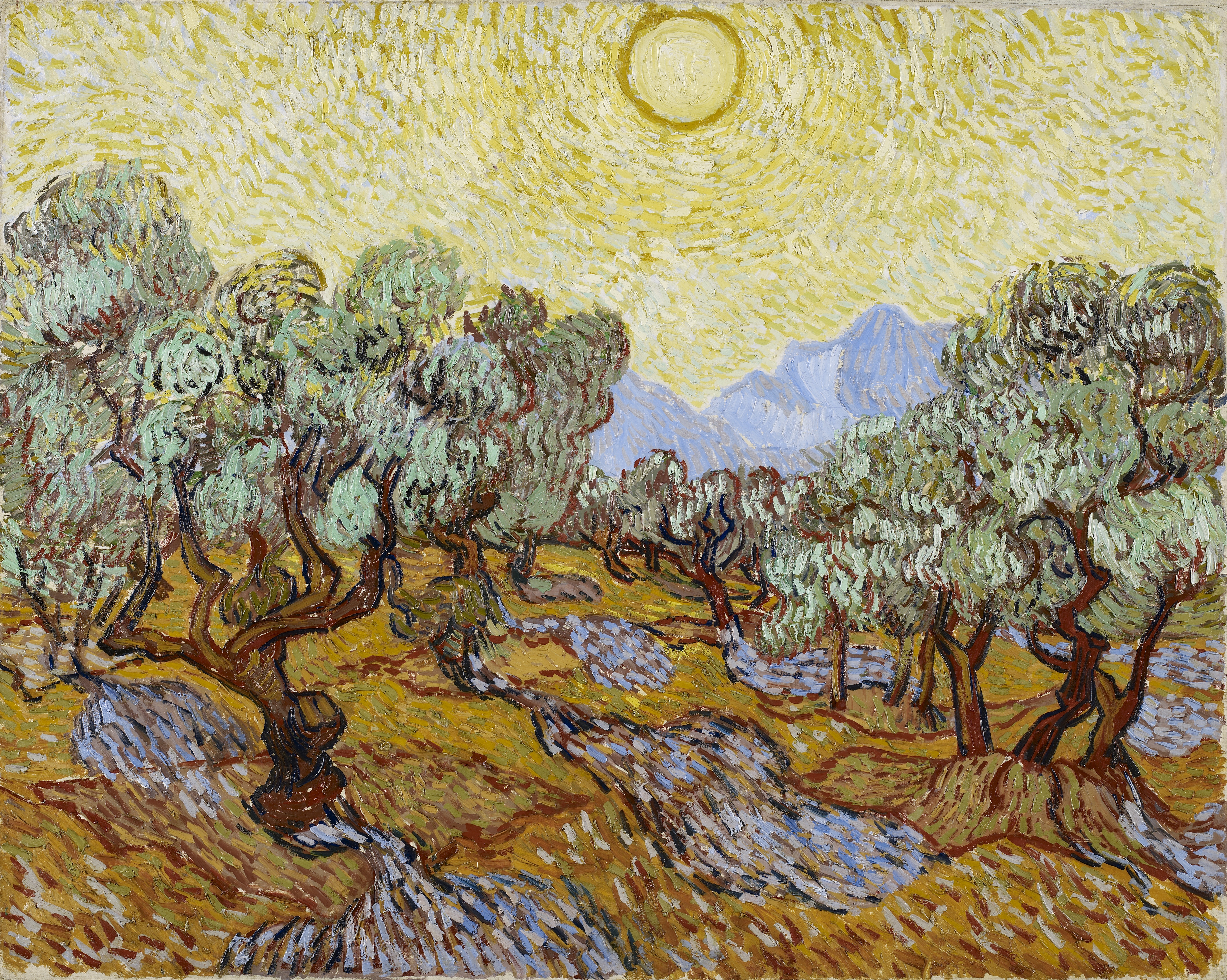
Oliviers avec ciel jaune et soleil, Minneapolis Institute of Art (États-Unis).
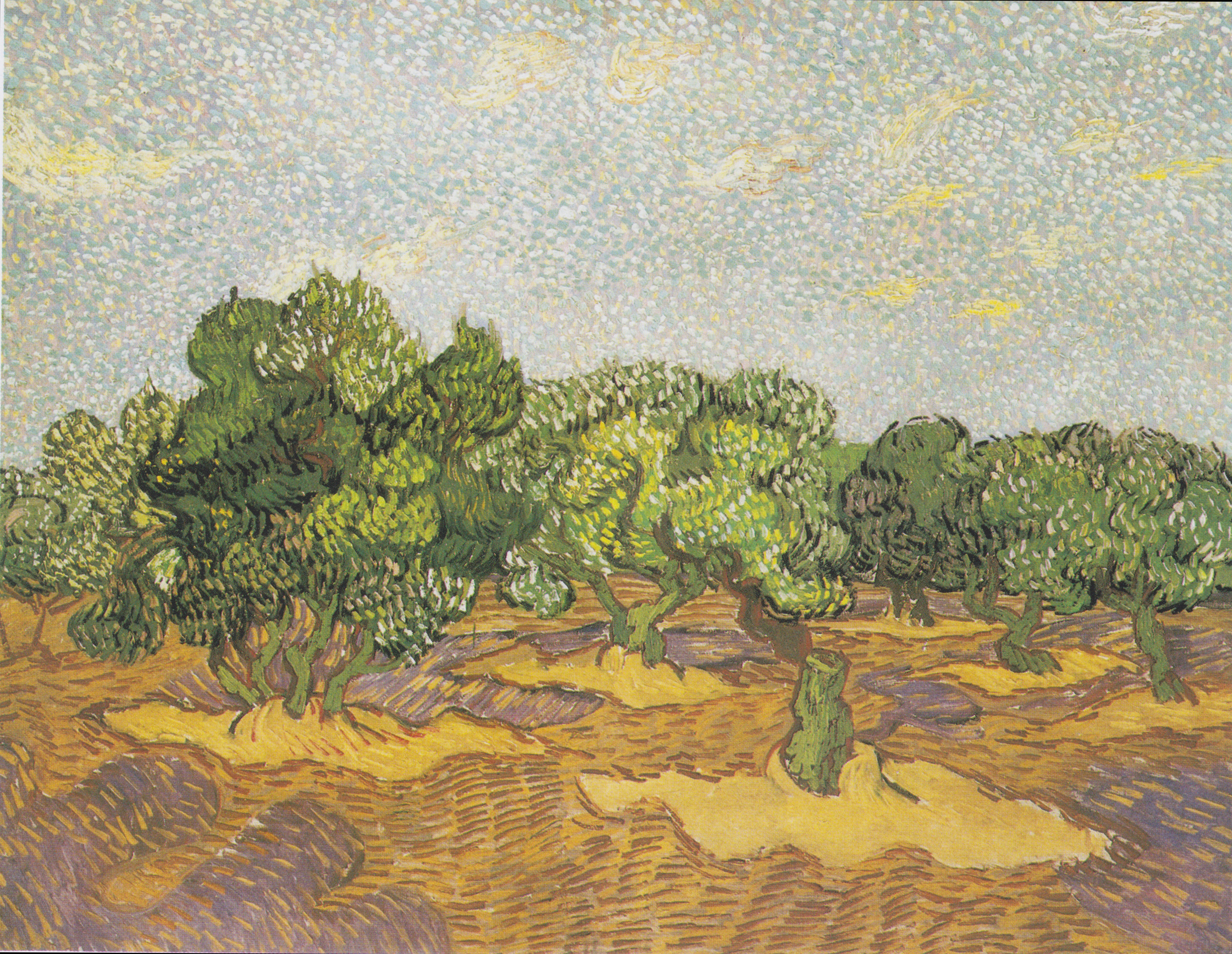
Oliveraie, Metropolitan Museum of Art de New York.
Cabanes de bois parmi les oliviers et cyprès, privé.
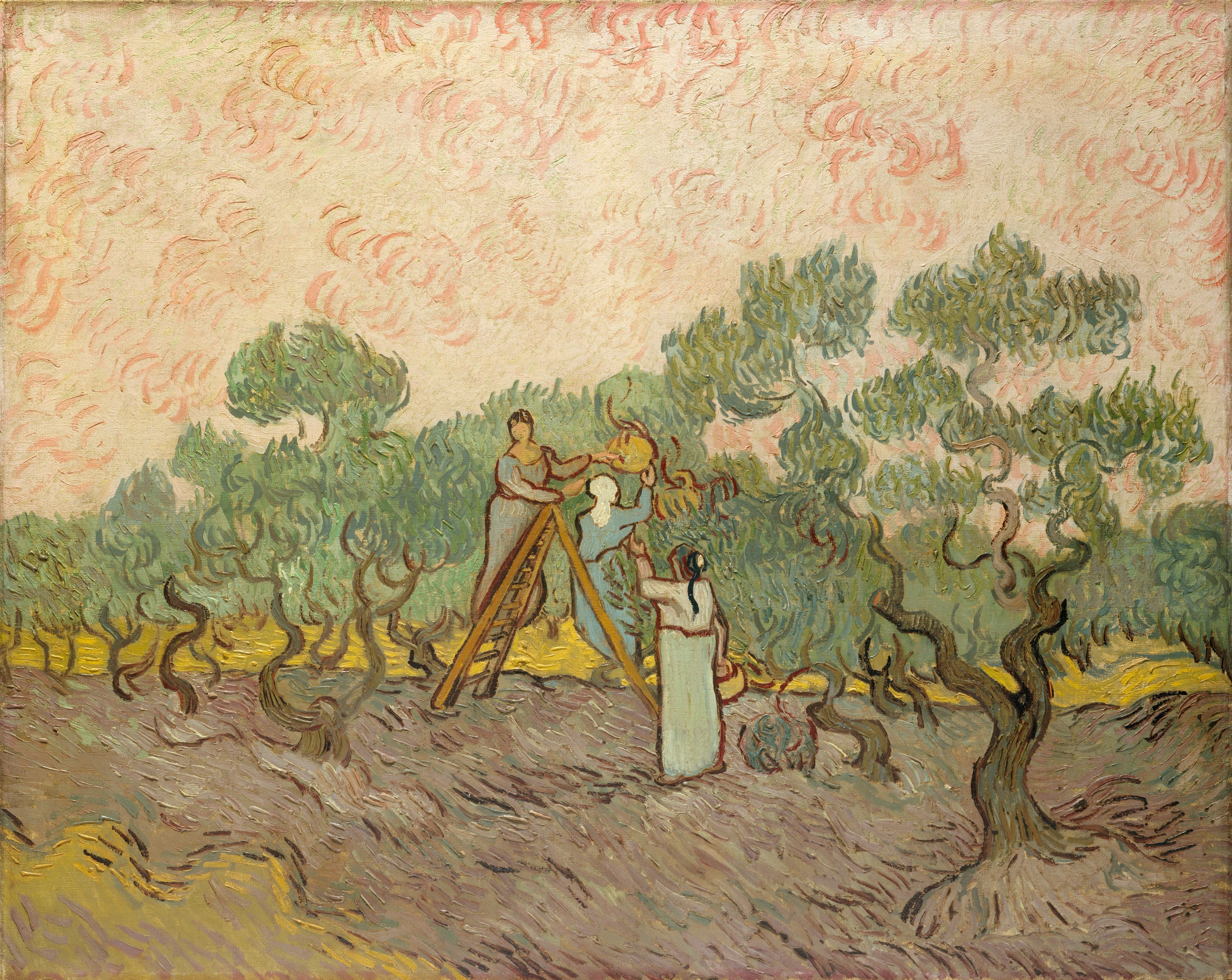
Femmes récoltant des olives, Metropolitan Museum of Art de New York.
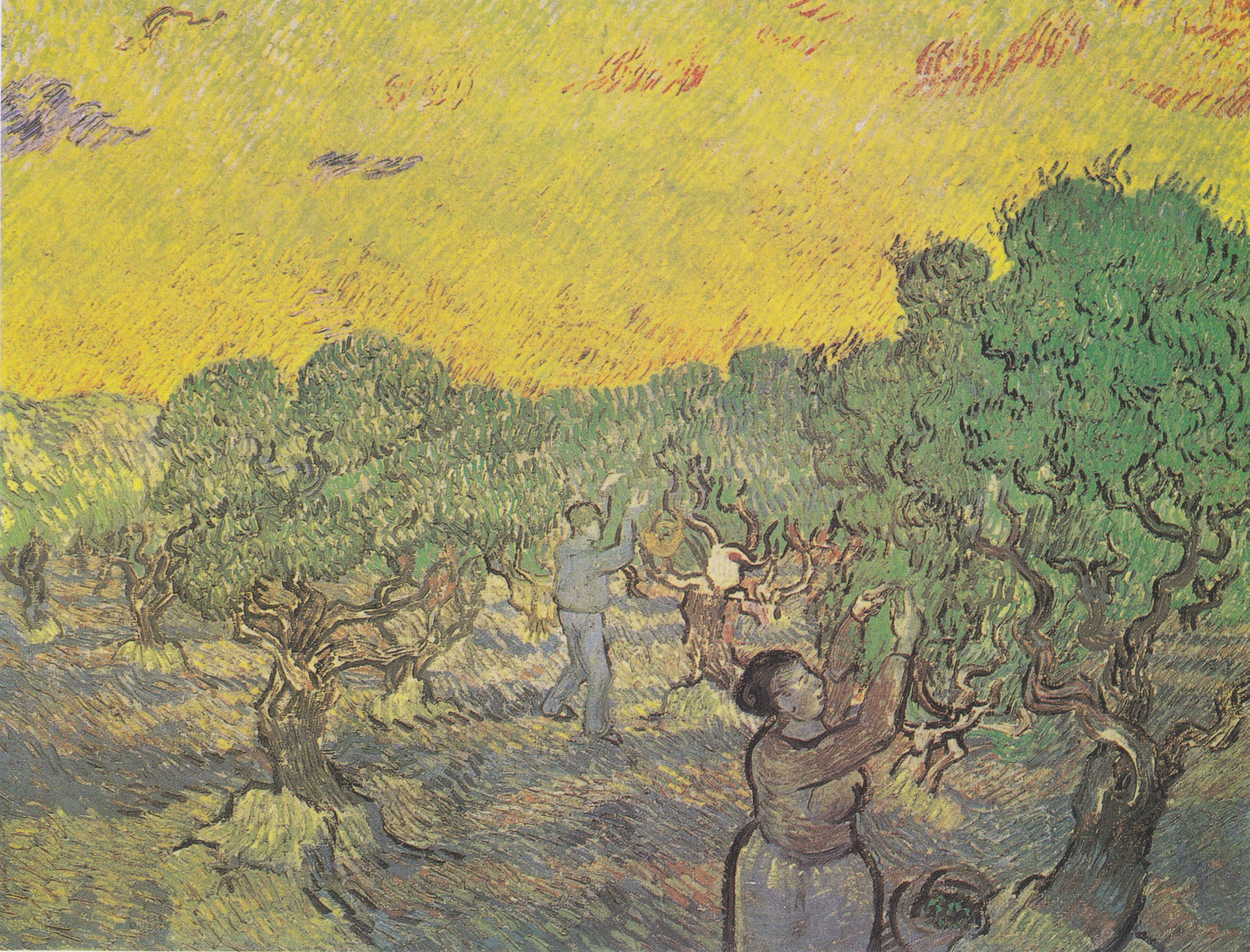
Oliveraie avec cueilleurs, Musée Kröller-Müller (Pays-Bas).

### Articles liés
- Huile d'olive de Provence AOC
- Mas (construction) - Moulin à huile - Extraction de l'huile d'olive
- Olivier (arbre) (Olea europaea) - Oléiculture - Olive - Huile d'olive
- Cuisine de la Provence méditerranéenne - Régime méditerranéen